# Александр I (папа римский)
Александр I (лат. Alexander I; умер в 115/116) — епископ Рима в 106—115 или 109—116 годах. Почитается как священномученик, память в Католической церкви 3 мая, в Православной церкви 16 (29) марта.

## Жизнеописание
По происхождению эллин (грек). Священномученик Александр занимал папский престол около 10 лет. Он был сожжён 3 мая 115  года по повелению императора Адриана. Сообщение об усекновении его главы при императоре Траяне или Адриане не поддерживают Ириней Лионский и Евсевий Кесарийский; вероятно, оно связано с отождествлением папы с мучеником Александром Римским.
Liber Pontificalis сообщает, что Александр I ввёл в канон мессы анамнесис «Qui pridie» (Накануне Своих страданий), а другие источники сообщают, что это была молитва «Unde et memores» (Итак, Господи, вспоминая). По преданию, именно Александр I ввёл в употребление обычай освящать дома святой водой.
В честь папы Александра в частности назван римокатолический костёл св. Александра в Киеве, построенный при царе Александре I.